# Noruega en los Juegos Olímpicos de Lake Placid 1980
Noruega estuvo representada en los Juegos Olímpicos de Lake Placid 1980 por un total de 64 deportistas que compitieron en 7 deportes.  
El portador de la bandera en la ceremonia de apertura fue el patinador de velocidad Jan Egil Storholt.

## Medallistas
El equipo olímpico noruego obtuvo las siguientes medallas:
| Nombre                                                 | Deporte               | Competición |
| ------------------------------------------------------ | --------------------- | ----------- |
| Oro                                                    |                       |             |
| Bjørg Eva Jensen                                       | Patinaje de velocidad | 3000 m F    |
| Plata                                                  |                       |             |
| Lars Erik Eriksen Per Knut Aaland Ove Aunli Oddvar Brå | Esquí de fondo        | 4 × 10 km M |
| Kay Arne Stenshjemmet                                  | Patinaje de velocidad | 1500 m M    |
| Kay Arne Stenshjemmet                                  | Patinaje de velocidad | 5000 m M    |
| Bronce                                                 |                       |             |
| Ove Aunli                                              | Esquí de fondo        | 15 km M     |
| Brit Pettersen Anette Bøe Marit Myrmæl Berit Aunli     | Esquí de fondo        | 4 × 5 km F  |
| Frode Rønning                                          | Patinaje de velocidad | 1000 m M    |
| Terje Andersen                                         | Patinaje de velocidad | 1500 m M    |
| Tom Erik Oxholm                                        | Patinaje de velocidad | 5000 m M    |
| Tom Erik Oxholm                                        | Patinaje de velocidad | 10 000 m M  |